# SABC3's største sydafrikanere
Great South Africans var en Sydafrikansk fjernsynsserie sendt på South African Broadcasting Corporations tv-kanal SABC3 i 2004.
Fjernsynskanalen sendte en række portrætprogrammer om de aktuelle kandidater, og et stort antal sydafrikanere deltog i afstemningen via telefon, sms og internet. De sidste ti placeringer skulle afgøres ved en ny afstemning, men programmet blev taget af på grund af politiske kontroverser, og Nelson Mandela blev givet den øverste placering baseret på den første afstemning. 

## Kåringen
1. Nelson Mandela, første præsident i det demokratiske Sydafrika, og vinder af Nobels fredspris (1918-2013)
2. Christiaan Barnard, pioner indenfor hjertetransplantation (1922-2001)
3. F.W. de Klerk, eks-præsident, og vinder af Nobels fredspris (1936-2021 )
4. Mahatma Gandhi, pacifist og uafhængighedsforkæmper (1869-1948)
5. Nkosi Johnson, et barn som døde af AIDS (1989-2001)
6. Winnie Madikizela-Mandela, politiker, Nelson Mandelas ekskone (1936-2018)
7. Thabo Mbeki, præsident (1942-)
8. Gary Player, golfspiller (1935-)
9. Jan Smuts, politiker (1870-1950)
10. Desmond Tutu, ærkebiskop og vinder af Nobels fredspris (1931-2021)
11. Hansie Cronje, cricketspiller (1969-2002)
12. Charlize Theron, skuespiller og Oscarvinder (1975-)
13. Steve Biko, borgerrettighedsforkæmper (1946-1977)
14. Shaka, grundlægger af Zulunationen (1787-1828)
15. Mangosuthu Buthelezi, politiker og Zuluprins (1928-2023)
16. Tony Leon, politiker (1956-)
17. Brenda Fassie, sanger (1964-2004)
18. Mark Shuttleworth, it-iværksætter, knyttet til Thawte og Ubuntu Linux (1973-)
19. Hendrik Frensch Verwoerd, tidligere statsminister, og idelogen bag apartheid (1901-1966)
20. Chris Hani, politiker, blev henrettet mens han var generalsekretær i SACP (1942-1993)

Listen omfatter 100 navne. For den fuldstændige liste se en:SABC3's Great South Africans